# Alpy Biellesi i Cusiane

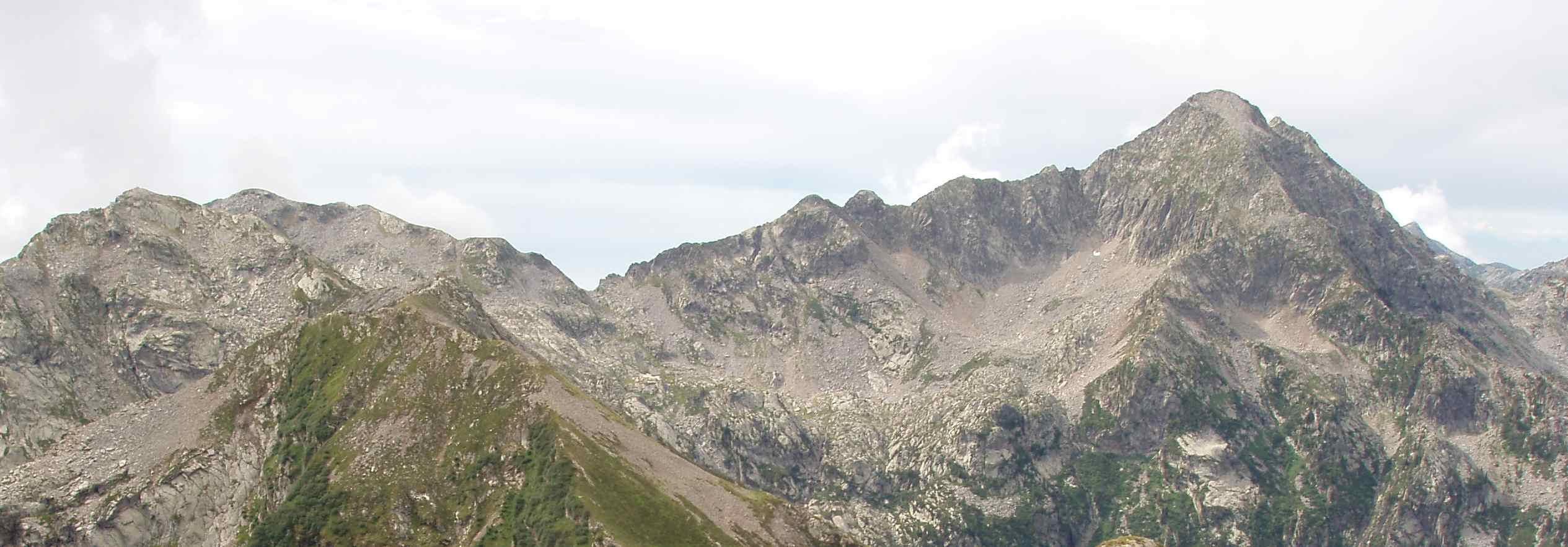
Monte Mars

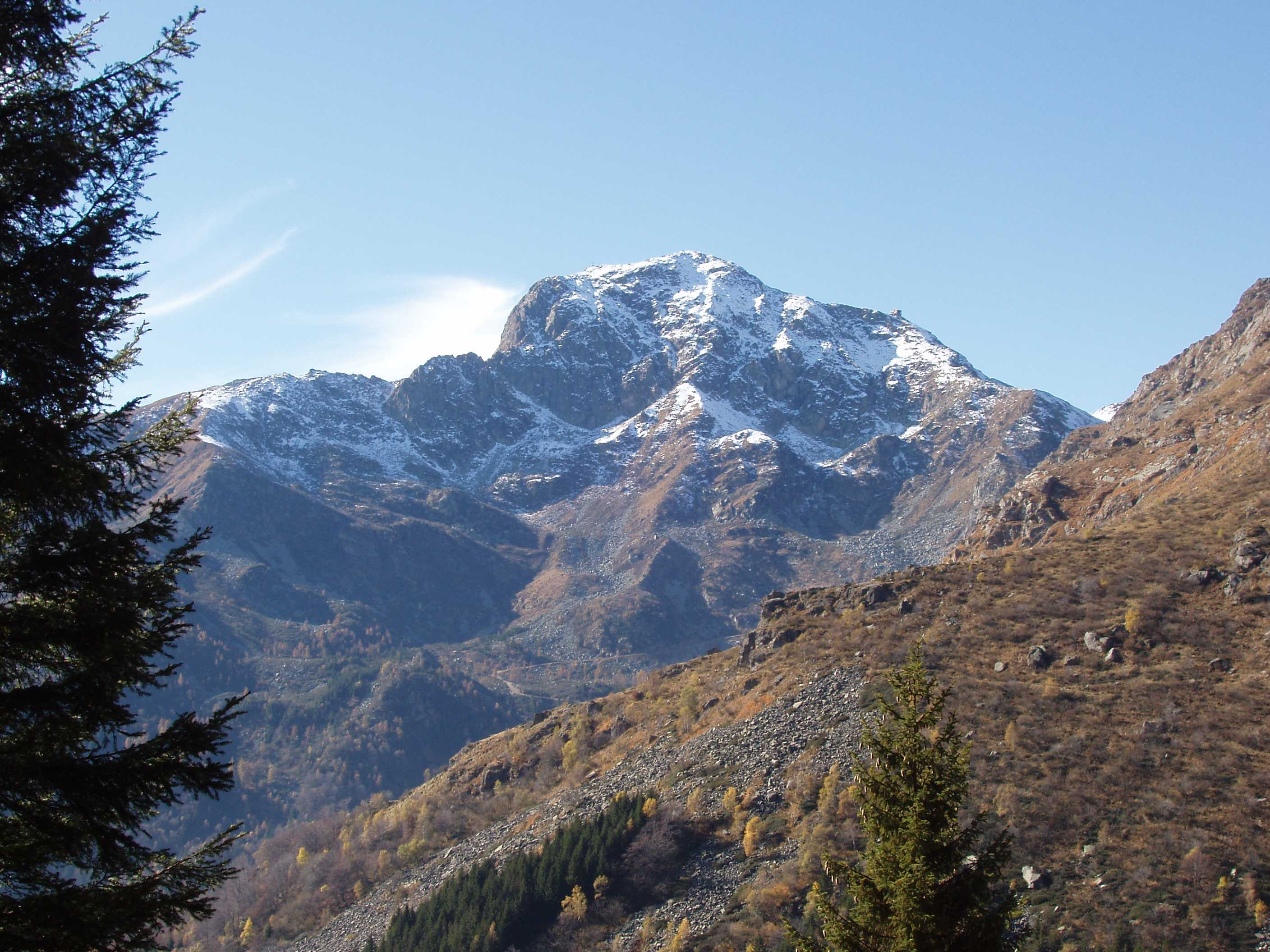
Monte Mucrone

Alpy Biellesi i Cusiane (wł. Alpi Biellesi e Cusiane) – grupa górska w Alpach Zachodnich. Leży w północnych Włoszech w regionach Piemont i Dolina Aosty w niewielkiej części). Jest częścią Alp Pennińskich. Najwyższym szczytem grupy jest Monte Mars, który osiąga wysokość 2600 m. Dzieli się na dwa masywy: Alpy Biellesi i Alpy Cusiane.
Najwyższe szczyty:
- Monte Mars - 2600 m,
- Monte Bo - 2556 m,
- Monte Cresto - 2548 m,
- Cima Tre Vescovi - 2501 m,
- Monte I Gemelli - 2476 m,
- Monte Camino - 2391 m,
- Monte Tovo - 2230 m,
- Monte Mucrone - 2335 m,
- Mottarone - 1491 m.